# Ailen Valente
Ailen Valente (nacida el 26 de marzo de 1996) es una gimnasta  argentina que representa a su país en competiciones internacionales. Compitió en campeonatos mundiales, incluyendo el Campeonato de 2014 celebrado en Nanning, China Y en el campeonato mundial 2015 celebrado en Glasgow. Ha sido campeona sudamericana y ha obtenido muy buenos resultados a nivel internacional, incluyendo la clasificación y participación en los Juegos Olímpicos de Río de Janeiro 2016.